# Trachemys decorata
Trachemys decorata е вид влечуго от семейство Блатни костенурки (Emydidae). Видът е световно застрашен, със статут Уязвим.

## Разпространение
Разпространен е в Доминиканска република и Хаити.